# Ruin (bokförlag)
Ruin är ett svenskt bokförlag grundat 2003. Utgivningen är inriktad främst på skönlitteratur men även annan humaniora. Av svenska författare har förlaget utgivit bl.a. Erik Bergqvist, Mohamed Omar, Bob Hansson, The Latin Kings och August Strindberg, i översättning bland annat Yu Hua, Varlam Sjalamov, Bohumil Hrabal, Joseph Roth och Samir Kassir.
Förlaget grundades av Harald Hultqvist, Nils Håkanson, Carl Ehrenkrona, Jon Smedsaas och Staffan Vahlquist. Det tillkom som en fortsättning på kulturtidskriften Ruin, som utgavs 1997–2000 och återlanserades 2004 i förlagets regi. Förlaget drivs idag huvudsakligen av Håkanson, Ehrenkrona, Vahlquist och Eleonora Cattana.

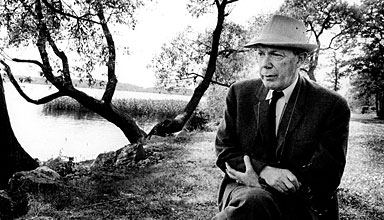
Gunnar Ekelöf har översatts till kurdiska hos Ruin förlag.

## Utgivna författare
Förlaget har givit ut följande författare:
- James Baldwin
- Erik Bergqvist
- Vasil Bykau
- Alejo Carpentier
- Nils Claesson
- Göran Dahlberg
- Fjodor Dostojevskij
- Carl Ehrenkrona
- Gunnar Ekelöf (översatt till kurdiska)
- Jens-Martin Eriksen
- Björn Forsberg
- Nikolaj Gogol
- Linor Goralik
- Antonio Gramsci
- Helena Granström
- Johann Georg Hamann
- Bob Hansson
- Heinrich Heine
- Bohumil Hrabal
- Nancy Huston
- Nils Håkanson
- Annika Ingelson
- Dimitrios Iordanoglou
- Erland Josephson
- Jemal Karchkhadze
- Samir Kassir
- Nils Matsson Kiöping
- Anatolij Krym
- Jo Langer
- The Latin Kings
- Axel Liffner
- Augustin Mannerheim
- Moses Mendelssohn
- Mohamed Omar
- Ovidius
- Anatolij Pristavkin
- Aleksandr Pusjkin
- Harry Roos
- Joseph Roth
- Sarah Schulman
- Varlam Sjalamov
- Frederik Stjernfelt
- August Strindberg
- John Swedenmark
- Torbjörn Säfve
- Lidija Tjukovskaja
- Anthony Trollope
- Ivan Turgenjev
- Maria Törnqvist
- Martin Uggla
- Staffan Vahlquist
- Andrej Volos
- Johanna Wallin
- Olof Wexionius
- Yu Hua
- Jevgenij Zamjatin